# Médiacité

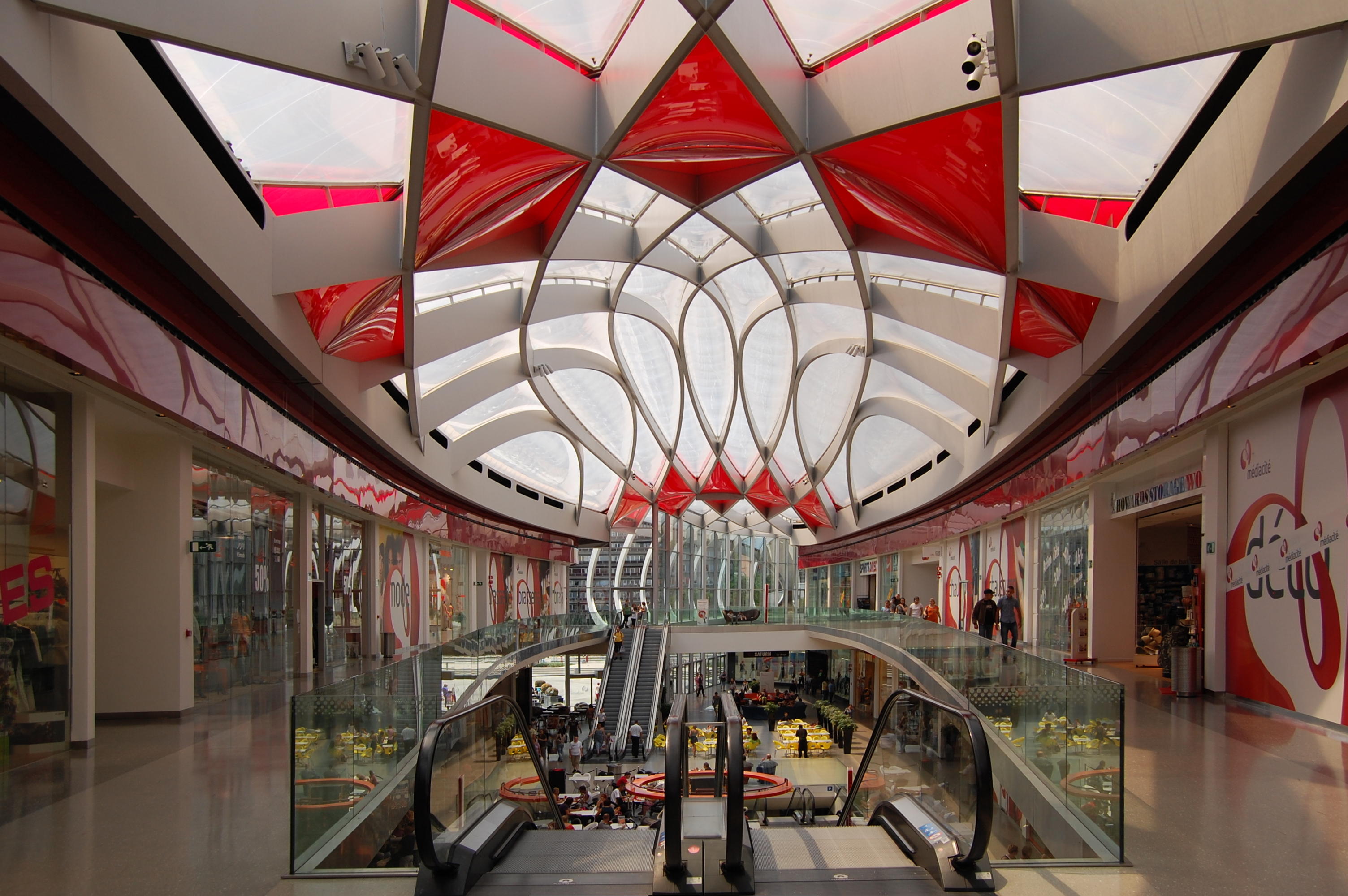
Winkelcentrum Médiacité in Luik

Médiacité is een winkelcentrum in de Luikse wijk Longdoz aan de oever van de Maas. Het multifunctionele complex is ontstaan op een voormalig industrieterrein van meer dan 6,5 hectare, waar tevoren een kleiner winkelcentrum stond.
Het multifunctionele karakter van het centrum uit zich in een commercieel deel, een kantoorgedeelte en vrijetijdsgedeelte. Het winkelcentrum met circa 124 winkels, horeca heeft een verhuurbaar vloeroppervlak van ruim 45.000m² en werd geopend op 21 oktober 2009. Daarnaast zijn er kantoren, tv-studio's en een bioscoop. Er is een ondergrondse parkeergarage voor 2.350 auto's. Het is een van de grootste winkelcentra van België.
Het ontwerp van het complex is van de architect Ron Arad. 
In mei 2017 werd het complex verkocht aan CBRE Global Investors. Eigenaar Wilhelm & Co ontving hiervoor meer dan € 250 miljoen.

## Weblinks
Officiële website van Médiacité